# Теофанія в Греції
Теофанія (Епіфанія, Богоявлення, також Фота (грец. Φώτα)) — національне свято Греції, яке відзначається 6 січня, як і українське Водохреще. Воно завершує святкування 12 різдвяних днів (див. Різдво в Греції). Теофанія широко святкується і греками діаспори.
Найбільш поширеною традицією Теофанія є кидання хреста у водойму священнослужитем опісля літургії та освячення води, за яким пірнає молодь. Вважається, що той, хто першим дістане хрест, матиме Боже покровительство і вдачу цілий рік.

## З історії свята
Теофанія типова для більшості як політеїстичних, так і  монотеїстичних релігій. В античній культурі теофанія увійшла як в релігійну практику (наприклад, в Дельфах відзначалися щорічні Теофанії на честь бога Аполлона, присвячені його народженню і явленню людям), так і в літературну і театральну традицію (Deus Ex Machina в античній драматургії).
У християнській традиції слово стало назвою свята, присвяченого приходу в світ Ісуса Христа, а зараз (в Греції та інших православних державах) — виключно його хрещенню в Йордані.

## Сучасні традиції святкування
Традиційно святкування Теофанії в усіх куточках країни розпочиналося із вечірньої служби в церкві напередодні 5 січня. Після її завершення священик іде від будинку до будинку із хрестом та кропить святою водою оселю аспергіллумом із листя базиліка духмяного. Існують й регіональні особливості. Зокрема на острові Крит існує старий звичай на Теофанію готувати спеціальну страву фотоколіву — варену пшеницю із горохом. Вважалось, кожна родина має повечеряти цією кашею та нагодувати домашню худобу, аби мати весь рік міцне здоров'я і щастя у домі.
Нині велике освячення відбувається 6 січня в день Богоявлення. Довга процесія городян прямує до водойми — моря, річки, озера, водосховища. Попереду процесії несуть хоругви. Священнослужитель (в Афінах — архієпископ Ієронім II, в Салоніках — митрополит Антімос, тощо) після служби освячують воду, під час чого кидає у водойму хрест, за яким пірнає молодь. Вважається, що той, хто першим дістане хрест, матиме Боже покровительство і вдачу цілий рік.

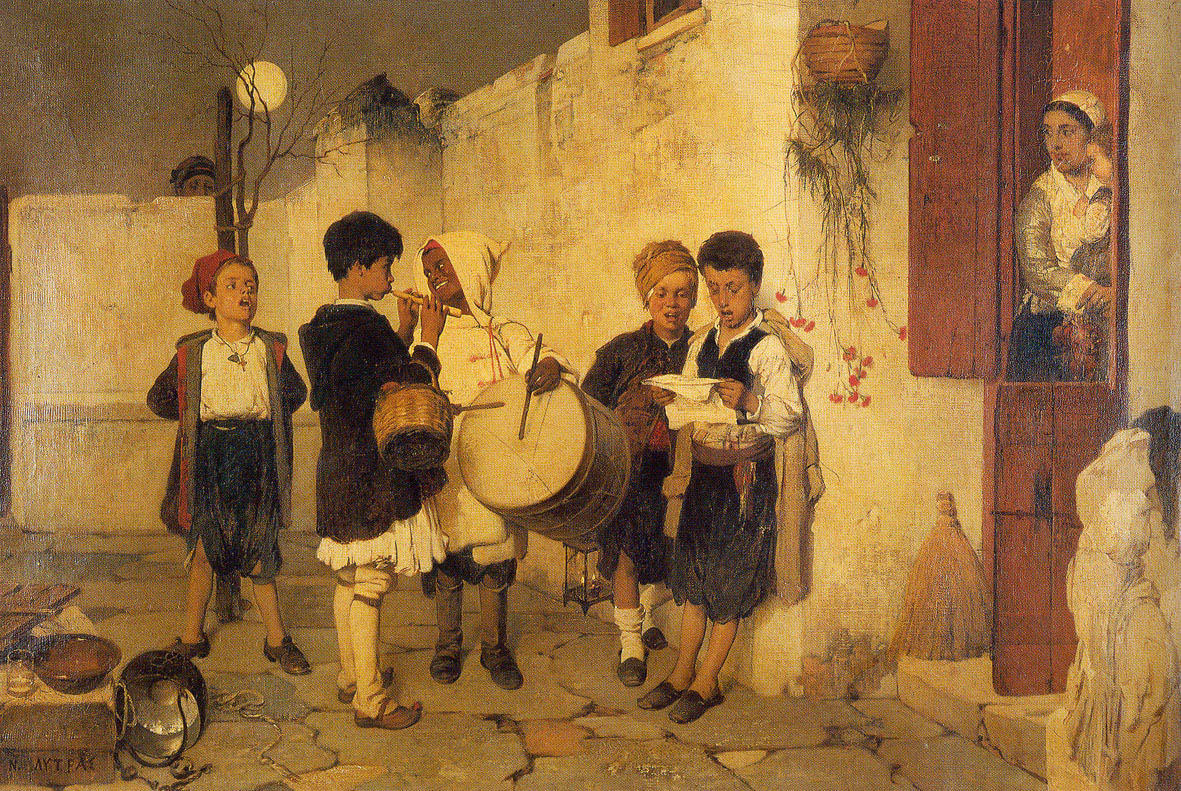
Діти, що співають каланду, Нікіфорос Літрас

Також у багатьох областях Греції збереглись давні звичаї, пов'язані із язичницькою традицією, а тому не схвалюються церквою. Так, вважається, що в період 12 днів між святом Різдва Христового 25 грудня і Богоявлення 6 січня важливо невпинно відганяти від будинку злих духів — калікандзарів. За народним повір'ям, вони потворні істоти, які в підземному світі і гризуть світове дерево, на якому тримається земля. У святкові зимові дні вони піднімаються на поверхню і намагаються всіляко пакостити господарям, спускаючись до них в осель через димар. Аби відганяти калікандзарів треба усі 12 днів палити вогнище поліном, присвяченим Христу, або ароматними травами.
Впродовж усіх різдвяних днів діти співають колядки, які в Греції називають каланда. Однак на Богоявлення вони виконують особливі пісні грец. Κάλαντα Φώτων. Найпопулярніша з них «Σήμερα τα φώτα» (укр. Сьогодні Фота):